# فایر (کمیک)
فایر (به انگلیسی: Fire)، با نام اصلی بئاتریس دا کوستا، یک شخصیت خیالی ابرقهرمان در کتاب‌های کامیک آمریکایی منتشر شده توسط دی‌سی کامیکس است. این شخصیت توسط نویسنده نلسون بریدوِل و طراح رامونا فرادون خلق شده‌است و برای اولین بار در شمارهٔ ۲۵ مجموعه تلویزیونی سوپر فرندز (اکتبر ۱۹۷۹) حضور پیدا کرد. او برخی مواقع نقش یک ابرقهرمان را نیز ایفا می‌کند. او برای مدت‌ها به عنوان یکی از اعضای لیگ عدالت در حوزه‌های مختلف به‌شمار می‌رفت و دوست و همکار تُورا (آیس) و سیگرید (آیس‌میدن)، دیگر اعضای لیگ بود.